# Зелёная Поляна (Алейский район)
Зелёная Поляна — посёлок в Алейском районе Алтайского края России. Входит в состав Фрунзенского сельсовета.

## География
Посёлок находится в центральной части края, у реки Алей.
Климат
резко континентальный. Средняя температура января −17,6ºС, июля — + 20ºС. Годовое количество осадков — 440 мм

## История
Основан в 1920 г..
В 1928 г. выселок Зелёная Поляна состоял из 22 хозяйств. В составе Малаховского сельсовета Алейского района Барнаульского округа Сибирского края.

## Население
| 1926 | 1997 | 1998 | 1999 | 2000 | 2001 | 2002 | 2003 | 2004 |
| ---- | ---- | ---- | ---- | ---- | ---- | ---- | ---- | ---- |
| 149  | ↘27  | ↘26  | ↘22  | →22  | ↘19  | ↗21  | ↘17  | ↘13  |
| 2005 | 2006 | 2007 | 2008 | 2009 | 2010 | 2011 | 2012 | 2013 |
| ↘12  | ↘11  | →11  | ↘9   | ↘7   | ↘5   | ↗6   | ↘3   | →3   |

национальный состав
В 1928 г. основное население — русские.
Согласно результатам переписи 2002 года, в национальной структуре населения русские составляли 100 % от 10 жителей.

## Инфраструктура
Экономика
Основное направление — сельское хозяйство.

## Транспорт
Посёлок доступен по дороге общего пользования межмуниципального значения «Алейск — Бориха» (идентификационный номер 01 ОП МЗ 01Н-0102).